# Más allá del bien y del mal
Más allá del bien y del mal. Preludio de una filosofía del futuro (en el original alemán: Jenseits von Gut und Böse. Vorspiel einer Philosophie der Zukunft, 1886) es uno de los textos fundamentales de la filosofía del siglo XIX, del filósofo alemán  Friedrich Nietzsche.
Publicado en 1886 a costa del mismo autor, el libro no recibió en un principio mucha atención. Nietzsche atacaba en él lo que consideraba vacuidad moral de los pensadores de su siglo, falta de todo sentido crítico de los autodenominados moralistas y su pasiva aceptación de la moral judeocristiana heredada. Más allá del bien y del mal recorre todos los temas fundamentales de la madurez filosófica de Nietzsche, y en parte puede ser leído como un desarrollo, en términos más directos, de las ideas que el autor ya había propuesto en un sentido más metafórico en Así habló Zaratustra (Also Sprach Zarathustra).
La obra constituye la transición del período creativo medio de Nietzsche, más poético y de influencia positiva, a su obra posterior, dominada por el pensamiento filosófico. Esto también se expresa en el subtítulo de la obra "Preludio de una filosofía del futuro". Más allá del bien y del mal era el pensar en la prehistoria, cuando las acciones se juzgaban por sus efectos. La moralidad vino sólo cuando las acciones fueron juzgadas por su intención. La demanda de Nietzsche era volver a la perspectiva del tiempo premoral. Buscó una moral más allá de las normas y valores existentes, no atada a la tradición histórica influenciada por la religión. Su contrapropuesta es un nuevo tipo de filosofía de la "inmoralidad" que está ligada a las respectivas perspectivas del hombre. (JGB 32) Conectó esto con el concepto de la voluntad de poder, que es el principio determinante para el hombre y toda la naturaleza. Al mismo tiempo, Nietzsche practicó una crítica fundamental a la sociedad de su tiempo, a la que exigía una revalorización de todos los valores, basada en la voluntad de poder y una vida noble.
El acrónimo del libro, que es común hoy en día en las investigaciones de Nietzsche, es JGB.

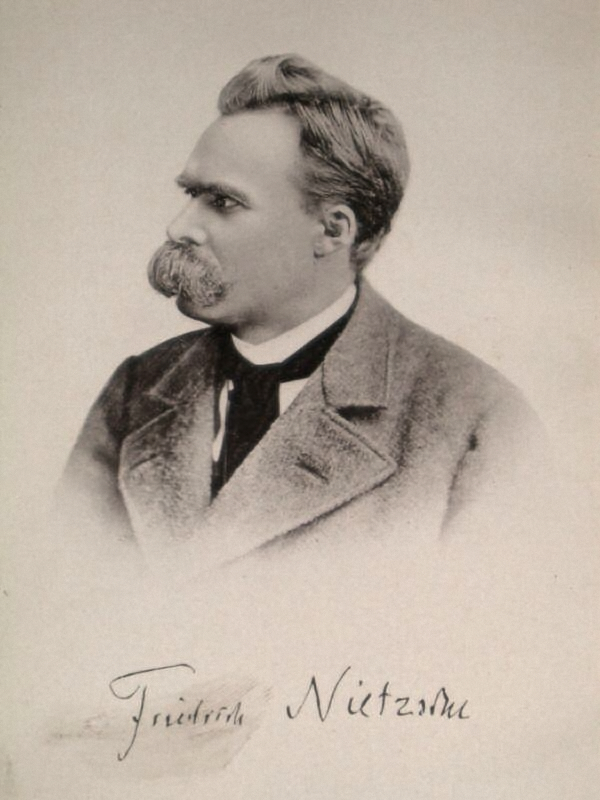
Friedrich Nietzsche alrededor de 1885

## Clasificación en los escritos de Nietzsche
Según Giorgio Colli, en Más allá del bien y del mal, "temas centrales desde la época de Humano, demasiado humano hasta La gaya ciencia son retomados y procesados, especialmente en lo que respecta a la filosofía moral . Mazzino Montinari dividió la obra de Nietzsche en tres fases, la primera de las cuales incluye el período anterior a Zaratustra (1882), la fase intermedia comprende al propio Zaratustra y la fase tardía incluye todas las obras posteriores (desde 1886). Después de eso, Más allá del bien y del mal sería la primera obra de la fase tardía que experimentó una reanudación y refuerzo de los temas más importantes de la genealogía de la moral. En Ecce Homo, el mismo Nietzsche clasificó sus escritos filosóficos. Distinguió cuatro grupos: describió sus primeros escritos como escritos de la crisis (Nacimiento de la tragedia (1872), Reflexiones intempestivas (1873-1876) y Humano, demasiado humano (1878-1880) (KSA 6, EH 323)). Siguieron tres libros de "decir sí", con Aurora (1881), La gaya ciencia (1882/1887) y, como clímax, Así habló Zaratustra (1883–1885) (KSA 6, EH 330, 333 y 343). A esto le siguen tres libros de "decir no", el primero de los cuales es Más allá del bien y del mal. A este le siguieron La genealogía de la moral (1887) y El ocaso de los ídolos (1889). En estos escritos,  Nietzsche libró una “gran guerra” contra la moralidad convencional, que pretendía superar. (EH 351) Finalmente resumió sus últimos escritos en “Revaluación” (KSA 6, EH 355). Con respecto a los libros que dicen que no, comentó:

„Nachdem der jasagende Theil meiner Aufgabe gelöst war, kam die neinsagende, n e i n t h u e n d e  Hälfte derselben an die Reihe: die Umwerthung der bisherigen Werthe selbst, der grosse Krieg, – die Heraufbeschwörung eines Tags der Entscheidung.“ (KSA 6, EH 355).
"Después de que se resolvió la parte de decir sí de mi tarea, vino la mitad de decir no y no actuar: la revalorización de los propios valores anteriores, la gran guerra, la evocación de un día decisivo."

Con respecto a Más allá del bien y del mal, Nietzsche explicó:

„Dies Buch (1886) ist in allem Wesentlichen eine K r i t i k  d e r  M o d e r n i t ä t , die modernen Wissenschaften, die modernen Künste, selbst die moderne Politik nicht ausgeschlossen, nebst Fingerzeigen zu einem Gegensatz-Typus, der so wenig modern als möglich ist, einem vornehmen, einem jasagenden Typus. Im letzteren Sinne ist das Buch eine S c h u l e  d e s  g e n t i l h o m m e , der Begriff geistiger u n d  r a d i k a l e r  genommen als er je genommen worden ist. Man muss Muth im Leibe haben, ihn auch nur auszuhalten, man muss das Fürchten nicht gelernt haben […]“ (KSA 6, EH 350)
“Este libro (1886) es esencialmente una crítica de la modernidad, sin que sean excluidas las ciencias modernas, las artes modernas, incluso la política moderna, junto con indicaciones a un tipo antitético, que es lo menos moderno posible, un tipo noble, un tipo que dice sí. En este último sentido, el libro es una escuela  del , el término tomado de forma más espiritual y  más radical, como jamás había sido tomado. Se tiene que tener el coraje de solo soportarlo, no se debe haber aprendido a temer [...]"

Más allá del bien y del mal es un apuntalamiento filosófico y un mayor desarrollo de los pensamientos desarrollados poéticamente en Así habló Zaratustra. La tarea que se había impuesto Nietzsche era abolir los valores de la democracia de masas de los que son responsables "la famosa 'objetividad'" de la Ilustración y "la 'compasión por todos aquellos que sufren" del cristianismo, y en una revalorización redefinir todos valores. (KSA 6, EH 351) El "gentilhombre", el hombre noble en el sentido del superhombre aristocrático, debe aprender del trabajo y armarse de valor para seguir las nuevas ideas y realizar el contramodelo de una "moral noble". Nietzsche asoció con Más allá del bien y del mal un mensaje, por lo que este libro no está formado tan artísticamente como Así habló Zaratustra, sino de tal manera que el mensaje se presenta de la manera más drástica y convincente posible. Esto también significa también que contiene omisiones en comparación con una discusión completa del tema. Nietzsche oculta en parte la verdad y la expresa solo en alusiones planteando contradicciones.

„Man wird in allen Stücken, vor Allem auch in der Form, eine gleiche w i l l k ü r l i c h e  Abkehr von den Instinkten finden, aus denen ein Zarathustra möglich wurde. Das Raffinement in Form, in Absicht, in der Kunst des S c h w e i g e n s , ist im Vordergrunde, die Psychologie wird mit eingeständlicher Härte und Grausamkeit gehandhabt, – das Buch entbehrt jedes gutmüthigen Worts …“ (KSA 6, EH 351)
“Se encontrará en todas partes, especialmente en la forma, la misma renuncia arbitraria a los instintos que hicieron posible un Zaratustra. El refinamiento en la forma, en la intención, en el arte del silencio, está en primer plano, la psicología se maneja con dureza y crueldad admitidas - el libro carece de toda palabra bonachona..."

## Antecedentes

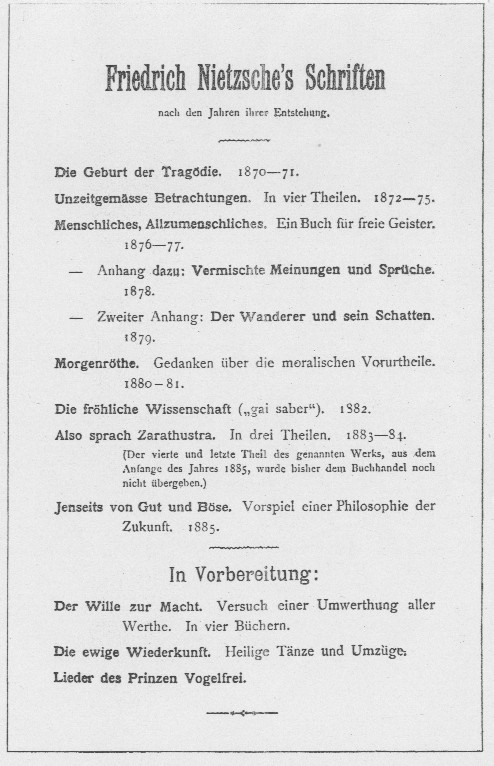
Anuncio de La voluntad de poder en la contraportada de la primera edición de Más allá del bien y del mal (1886)

Más allá del bien y del mal ya había sido el título de una colección de frases de Nietzsche de 1882, que en parte transfirió a su libro. En La gaya ciencia, donde Nietzsche abordó la perspectiva de la crítica moral desde fuera de la moralidad con Jenseits von Gut und Böse (FW 380), se encuentra el siguiente poema al final de las Canciones del Príncipe Vogelfrei :

Sils-Maria.
Hier sass ich, wartend, wartend, - doch auf Nichts,
Jenseits von Gut und Böse, bald des Lichts
Geniessend, bald des Schattens, ganz nur Spiel,
Ganz See, ganz Mittag, ganz Zeit ohne Ziel.
Da, plötzlich, Freundin! wurde Eins zu Zwei -
- Und Zarathustra gieng an mir vorbei …
Sils-Maria .
Aquí me senté, esperando, esperando - pero por nada,
Más allá del bien y del mal, pronto la luz
Disfrutando, pronto la sombra, solo un juego,
Todo mar, todo mediodía, todo tiempo sin destino.
¡Allí, de repente, amiga! se convirtió uno en dos -
- Y Zaratustra pasó junto a mí...

Más allá del bien y del mal es aquí la descripción de un estado que, completamente independiente de las valoraciones, se refiere a la originalidad de la vida y una conexión directa del hombre con la naturaleza. Al final de Jenseits von Gut und Böse, en el epílogo, hay de nuevo una referencia poética a Zaratustra:

Nun feiern wir, vereinten Siegs gewiss, das Fest der Feste:
Freund Zarathustra kam, der Gast der Gäste!
Nun lacht die Welt, der grause Vorhang riss,
Die Hochzeit kam für Licht und Finsternis...
Ahora celebramos, seguros de la victoria unida, la fiesta de las fiestas:
¡Vino el amigo Zaratustra, invitado de invitados!
Ahora el mundo ríe, la horrible cortina se rasgó,
La boda vino por la luz y la oscuridad. . .

Nietzsche puede reclinarse con orgullo y celebrar. Criticando la filosofía, la ciencia, la religión y la moral tradicionales, ha señalado que los verdaderos valores se encuentran en la moral noble, en la vida, divorciada de todas las distorsiones culturales. La gaya ciencia y Más allá del bien y del mal enmarcan Así habló Zaratustra.
Durante el trabajo sobre Así habló Zaratustra, Nietzsche había considerado utilizar el título para un capítulo de la tercera o cuarta parte.
Inicialmente, Nietzsche había considerado escribir una secuela de Humano, demasiado humano después de Así habló Zaratustra. Pero luego decidió crear un trabajo nuevo e independiente. El trabajo preparatorio comenzó en 1885, es decir, paralelo a Así habló Zaratustra. Al hacerlo, Nietzsche utilizó materiales que datan de 1881, y en algunos casos los que no había utilizado en Así habló Zaratustra. Muchos de los temas, como la verdad, el papel de la ciencia o la psicología, ya se pueden encontrar en La gaya ciencia. Según Walter Kaufmann, las tres obras anteriores a Así habló Zaratustra todavía tienen un fuerte carácter experimental, mientras que Nietzsche escribió luego aforismos más largos que semejan más a hipótesis filosóficas. En Así habló Zaratustra, Más allá del bien y del mal también aparece como concepto, donde en "La otra canción de baile" la vida le habla a Zaratustra: "Ambos somos dos verdaderos buenos para nada y malhechores". Ambos se sitúan fuera de la moralidad y en el "más allá del bien y del mal". (KSA 4 Za 284) Posteriormente, Nietzsche describió su Más allá del bien y del mal como una especie de glosario de Así habló Zaratustra, para el que esperaba poder recibir más atención en relación con la nueva obra.
Nietzsche creó la copia en limpio y el manuscrito impreso en el invierno de 1885/86 durante una estancia en Niza . Escribió en una carta a Peter Gast fechada el 27 El 18 de marzo de 1886: “He usado este invierno para escribir algo que tiene muchas dificultades, de modo que mi valor para publicarlo se tambalea y tiembla aquí y allá. El libro, que Nietzsche financió él mismo a falta de otras opciones, como otros escritos anteriores, fue finalmente publicado en agosto de 1886 por la editorial C. G. Naumann de Leipzig. En el reverso de la portada llevaba el anuncio "En preparación: La Voluntad de poder . Un intento de transvalorización de todos los valores ”.

## Estructura de la obra
La obra está formulada en aforismos de diversa extensión y estructurada de la siguiente manera:
- Prefacio
- Sección primera: Sobre los prejuicios de los filósofos (1 - 23).)
- Sección segunda: El espíritu libre (24 - 44)
- Sección tercera: El ser religioso (45° - 62°)
- Sección cuarta: Sentencias e Interludios (63 - 185)
- Sección quinta: Para la historia natural de la moral (186-203)
- Sección sexta: Nosotros los doctos (204-213)
- Sección séptima: Nuestras virtudes (214-239)
- Sección octava: Pueblos y patrias (240-256)
- Sección novena: ¿Qué es aristocrático? (257-296)
- Desde altas montañas. Canto posterior

Las secciones uno a tres forman un contexto que trata sobre filosofía y religión. Tras el interludio de la cuarta sección, hay un segundo bloque que trata principalmente de moral y política. La conexión entre las primeras tres secciones es un desarrollo dialéctico. En primer lugar, Nietzsche se volvió contra la dogmática de la filosofía, contrastándola con la idea de la voluntad de poder. Finalmente, resuelve el conflicto en un esfuerzo que intenta fortalecer “el ideal del ser humano más animado, vivo y afirmador del mundo que no solo ha aceptado lo que fue y es, y ha aprendido a soportarlo, sino que como fue y es, quiere volver a tenerlo". (JGB 56) La novena sección constituye la conclusión y se refiere tanto al segundo bloque como a la obra completa.El prefacio arroja luz sobre el objetivo del escrito: se trata de superar el dogmatismo a través del perspectivismo de los espíritus libres, que se vuelve contra la superstición histórica, la confusión del lenguaje y la seducción de la creencia subjetiva.

„Ernstlich geredet, es giebt gute Gründe zu der Hoffnung, dass alles Dogmatisiren in der Philosophie, so feierlich, so end- und letztgültig es sich auch gebärdet hat, doch nur eine edle Kinderei und Anfängerei gewesen sein möge“
„Es hiess allerdings die Wahrheit auf den Kopf stellen und das P e r s p e k t i v i s c h e, die Grundbedingung alles Lebens, selber verleugnen, so vom Geiste und vom Guten zu reden, wie Plato gethan hat“
„Aber wir, die wir weder Jesuiten, noch Demokraten, noch selbst Deutsche genug sind, wir guten Europäer und freien, sehr freien Geister – wir haben sie noch, die ganze Noth des Geistes und die ganze Spannung seines Bogens! Und vielleicht auch den Pfeil, die Aufgabe, wer weiss? das Ziel.....“
“Hablando en serio, hay buenas razones que abonan la esperanza de que todo dogmatizar en filosofía, aunque se haya presentado como algo muy solemne, muy definitivo y válido, acaso no haya sido más que una noble puerilidad y cosa de principiantes”
" En todo caso, hablar del espíritu y del bien como lo hizo Platón significaría poner la verdad cabeza abajo y negar el perspectivismo, el cual es condición fundamental de toda vida".
"as nosotros, que no somos ni jesuitas, ni demócratas, y ni siquiera suficientemente alemanes; nosotros los buenos europeos y espíritus libres, muy libres - ¡nosotros la tenemos todavía, tenemos la tortura toda del espíritu y la entera tensión de su arco! Y acaso también la flecha, la tarea y, ¿quién sabe?, incluso el blanco.. . . . . "

## Temas

### Perspectivismo
Nietzsche destaca que una de las características básicas del ser humano es organizar su vida de acuerdo con sus necesidades y requerimientos individuales. Esto no puede derivarse de la naturaleza, ya que ella es neutral con respecto a las necesidades y deseos humanos. Por lo tanto, los seres humanos se ven obligados a crear su propio estándar a través del cual recién se puede hacer una evaluación. La perspectiva es una “condición básica de la vida” (introducción JGB), por lo que no se pueden postular el espíritu o el bien como absolutos como lo hace Platón. Como consecuencia de ello, toda filosofía debe partir del ser humano. En este sentido, Nietzsche es un precursor de la filosofía de la vida. Debido a esta tesis, la filosofía de Nietzsche también se conoce como perspectivismo. La indiferencia no forma parte de la naturaleza humana, sino la diferencia . Con esto, Nietzsche dio una palabra clave importante para el postestructuralismo francés.

„‚Gemäss der Natur’ wollt ihr l e b e n ? Oh ihr edlen Stoiker, welche Betrügerei der Worte! Denkt euch ein Wesen, wie es die Natur ist, verschwenderisch ohne Maass, gleichgültig ohne Maass, ohne Absichten und Rücksichten, ohne Erbarmen und Gerechtigkeit, fruchtbar und öde und ungewiss zugleich, denkt euch die Indifferenz selbst als Macht – wie  k ö n n t e t  ihr gemäss dieser Indifferenz leben? Leben – ist das nicht gerade ein Anders-sein-wollen, als diese Natur ist? Ist Leben nicht Abschätzen, Vorziehn, Ungerechtsein, Begrenzt-sein, Different-sein-wollen?“ (JGB, 9)
¿Queréis vivir «según la naturaleza»?. ¡Oh nobles estoicos, qué embuste de palabras! Imaginaos un ser como la naturaleza, que es derrochadora sin medida, indiferente sin medida, que carece de intenciones y miramientos, de piedad y justicia, que es feraz y estéril e incierta al mismo tiempo, imaginaos la indiferencia misma como poder - ¿cómo podríais vivir vosotros según esa indiferencia? Vivir - ¿no es cabalmente un querer-ser-distinto de esa naturaleza? ¿Vivir no es evaluar, preferir, ser injusto, ser limitado, querer-ser-diferente?

El perspectivismo significa que la realidad es subjetiva para los humanos, tal como se les aparece el mundo. Tienen que interpretar el mundo.

„Gesetzt, dass auch dieses nur Interpretation ist – und ihr werdet eifrig genug sein, dies einzuwenden – nun um so besser – .“ (JGB 22)
"Suponiendo que esto también sea solo una interpretación, y estarán lo suficientemente ansiosos como para objetar, tanto mejor".

Nietzsche le señala al lector que solo está leyendo una interpretación. El hecho de que el mundo se vea en perspectiva y que la cosmovisión respectiva sea una interpretación está presente en todos los escritos tardíos de Nietzsche. Sin embargo, también existe la posibilidad de que el mundo sea solo una ficción que es una interpretación de experiencias. Si es así, entonces no hay necesidad de preguntar por el autor del mundo, por una razón final. El factor decisivo es la perspectiva y la diferencia con otras perspectivas.

„Warum dürfte die Welt, d i e  u n s etwas a n g e h t –, nicht eine Fiktion sein? Und wer da fragt: ‚aber zur Fiktion gehört ein Urheber?’ – dürfte dem nicht rund geantwortet werden: Warum? Gehört dieses ‚Gehört’ nicht vielleicht mit zur Fiktion?“ (JGB 34)
¿Por qué el mundo que nos concierne en algo - no iba a ser una ficción? Y a quien aquí pregunte: ¿es que de la ficción no forma parte un autor?», - ¿no sería lícito responderle francamente: por qué? ¿Acaso ese «forma parte» no forma parte de la ficción?

### Verdad
Nietzsche es crítico con los objetivos de la filosofía tradicional, que bloquea el acceso al mundo real de la vida humana con valores éticos.

„Es sind schöne glitzernde klirrende festliche Worte: Redlichkeit, Liebe zur Wahrheit, Liebe zur Weisheit, Aufopferung für die Erkenntniss, Heroismus des Wahrhaftigen, – es ist Etwas daran, das Einem den Stolz schwellen macht. Aber wir Einsiedler und Murmelthiere, wir haben uns längst in aller Heimlichkeit eines Einsiedler-Gewissens überredet, dass auch dieser würdige Wort-Prunk zu dem alten Lügen-Putz, -Plunder und -Goldstaub der unbewussten menschlichen Eitelkeit gehört, und dass auch unter solcher schmeichlerischen Farbe und Übermalung der schreckliche Grundtext homo natura wieder heraus erkannt werden muss.“ (JGB 230)
Palabras hermosas, resplandecientes, tintineantes, solemnes son: honestidad, amor a la verdad, amor a la sabiduría, inmolación por el conocimiento, heroísmo del hombre veraz, - hay en ellas algo que hace hincharse a nuestro orgullo. Pero nosotros los eremitas y marmotas,
nosotros hace ya mucho tiempo que nos hemos persuadido, en el secreto de una conciencia de eremita, de que también ese digno adorno de palabras forma parte de los viejos y mentidos adornos, cachivaches y purpurinas de la inconsciente vanidad humana, y de que también bajo ese color y esa capa de pintura halagadores tenemos que reconocer de nuevo el terrible texto básico homo natura [el hombre naturaleza].

Para Nietzsche, la falsedad, las ilusiones o lo inadecuado también tienen su justificación si sirven a la vida. El mito y el arte, en la poesía, la pintura y sobre todo en la música, generan una apariencia como la metafísica o la religión. Son una expresión de un perspectivismo del espíritu humano y el punto de partida para la imaginación y la creatividad. Cuando se cuestionan los valores tradicionales, se obtienen otros completamente diferentes a lo que la filosofía ha enseñado hasta ahora.

„Der Wille zur Wahrheit, der uns noch zu manchem Wagnisse verführen wird, jene berühmte Wahrhaftigkeit, von der alle Philosophen bisher mit Ehrerbietung geredet haben: was für Fragen hat dieser Wille zur Wahrheit uns schon vorgelegt! Welche wunderlichen schlimmen fragwürdigen Fragen! […] Wir fragten nach dem Werthe dieses Willens. Gesetzt, wir wollen Wahrheit: warum nicht lieber Unwahrheit? Und Ungewissheit? Selbst Unwissenheit?“ (JGB 1)
La voluntad de verdad, que todavía nos seducirá a correr más de un riesgo, esa famosa veracidad de la que todos los filósofos han hablado hasta ahora con veneración: ¡qué preguntas nos ha propuesto ya esa voluntad de verdad! ¡Qué extrañas, perversas, problemáticas preguntas! [...] Hemos preguntado por el valor de esa
voluntad. Suponiendo que nosotros queramos la verdad: ¿porqué no, más bien, la no-verdad? ¿Y la incertidumbre? ¿Y aún la ignorancia?

Aparte de la verdad, hay influencias en la vida que hacen que no tenga sentido saber la verdad en todos los casos, incluso si es que la vida es más agradable sin saber la verdad. Si se admite esto, es posible que se tenga que romper con los viejos valores.

„Die Unwahrheit als Lebensbedingung zugestehn: das heisst freilich auf eine gefährliche Weise den gewohnten Werthgefühlen Widerstand leisten; und eine Philosophie, die das wagt, stellt sich damit allein schon jenseits von Gut und Böse.“ (JGB 4)
Admitir que la no-verdad es condición de la vida: esto significa, desde luego, enfrentarse de modo peligroso a los sentimientos de valor habituales; y una filosofía que osa hacer esto se coloca, ya sólo con ello, más allá del bien y del mal.

Desde un punto de vista epistemológico, Nietzsche se basó en un falibilismo estricto:

„Auf welchen Standpunkt der Philosophie man sich heute auch stellen mag: von jeder Stelle aus gesehn ist die I r r t h ü m l i c h k e i t  der Welt, in der wir zu leben glauben, das Sicherste und Festeste, dessen unser Auge noch habhaft werden kann […]“ (JGB 34)
"Cualquiera que sea el punto de vista de la filosofía que uno pueda tomar hoy: desde cualquier punto de vista, el error se ve  el mundo en que creemos vivir, lo más seguro y sólido que nuestros ojos aún pueden alcanzar [...]"

"El mundo que nos concierne está mal, es decir, no es un hecho, sino una interpretación y redondeo sobre una exigua suma de observaciones; ella está "en flujo" como algo en formación, como una falsedad en constante cambio que nunca se acerca a la verdad: porque no existe tal cosa como la "verdad". En su crítica de la filosofía, Nietzsche opuso la "seducción de las palabras" y la "creencia en la gramática". El lenguaje, que se construye según el principio de sujeto y predicado, conduce a una cosificación injustificada del mundo.

„Was sind Prädikate? – Wir haben Veränderungen an uns nicht als solche genommen, sondern als ein »An-sich,« das uns fremd ist, das wir nur »wahrnehmen«: und wir haben sie nicht als ein Geschehen, sondern als ein Sein gesetzt, als »Eigenschaft«—und ein Wesen hinzuerfunden, an dem sie haften, d.h. wir haben die Wirkung als Wirkendes angesetzt und das Wirkende als Seiendes. […] Das Geschehen als Wirken anzusetzen: und die Wirkung als Sein: das ist der doppelte Irrthum, oder Interpretation, deren wir uns schuldig machen.“
"¿Qué son los predicados? – No hemos aceptado los cambios en nosotros mismos como tales, sino como un “en-sí” que nos es ajeno, que sólo "percibimos": y no los hemos puesto como acontecimiento, sino como ser, como "propiedad" —y además inventamos un ser al que se adhieren, es decir, los hemos supuesto el efecto como algo activo y lo activo como ser. […] Plantear el acontecimiento como acción: y el efecto como ser: ése es el doble error, o interpretación, del que somos culpables."

En cambio, Nietzsche abogó por la idea de que la verdad es subjetiva y, por lo tanto, solo existen "niveles de apariencia". (JGB 34) Por lo tanto, surge la pregunta de qué valor tiene la verdad en absoluto. La verdad puede estar reñida con la utilidad, mientras que se puede vivir muy bien sobre la base del error.
También en el lenguaje, las personas tienden a interpretar su entorno de una manera que corresponde a sus hábitos y expectativas. Por lo general, no es importante para ellas el evitar errores, si lo que se registra es útil para sus propósitos. La verdad no es posible porque el lenguaje es inadecuado para una descripción correcta de la realidad. Cada oración es en este sentido es incompleta y por lo tanto incorrecta. El lenguaje tiene un carácter instrumental y contiene una visión del mundo en perspectiva.

„So wenig ein Leser heute die einzelnen Worte (oder gar Silben) einer Seite sämmtlich abliest – er nimmt vielmehr aus zwanzig Worten ungefähr fünf nach Zufall heraus und »erräth« den zu diesen fünf Worten muthmaasslich zugehörigen Sinn –, eben so wenig sehen wir einen Baum genau und vollständig, in Hinsicht auf Blätter, Zweige, Farbe, Gestalt; es fällt uns so sehr viel leichter, ein Ungefähr von Baum hin zu phantasiren. Selbst inmitten der seltsamsten Erlebnisse machen wir es noch ebenso: wir erdichten uns den grössten Theil des Erlebnisses und sind kaum dazu zu zwingen, nicht als »Erfinder« irgend einem Vorgange zuzuschauen. Dies Alles will sagen: wir sind von Grund aus, von Alters her – an’s Lügen gewöhnt. Oder, um es tugendhafter und heuchlerischer, kurz angenehmer auszudrücken: man ist viel mehr Künstler als man weiss.“ (JGB 192)
„Así como hoy un lector no lee en su totalidad cada una de las palabras (y mucho menos cada una de las sílabas) de una página - antes bien, de veinte palabras extrae al azar unas cinco y «adivina» el sentido que presumiblemente corresponde a esas cinco palabras -,así tampoco nosotros vemos un árbol de manera rigurosa y total en lo que respecta a sus hojas, ramas, color, figura; nos resulta mucho más fácil fantasear una aproximación de árbol. Continuamos actuando así aun en medio de las vivencias más extrañas: la parte mayor de la vivencia nos la imaginamos con la fantasía, y resulta difícil forzarnos a no contemplar cualquier proceso como «inventores». Todo esto quiere decir: de raíz, desde antiguo, estamos - habituados a mentir. O para expresarlo de modo más virtuoso e hipócrita, en suma, más agradable: somos mucho más artistas de lo que sabemos.“

### Voluntad de poder
La base para la crítica de la filosofía moral convencional es la idea de Nietzsche de que todo puede ser explicado por la voluntad de poder. que no solo se expresa en los humanos, sino que es el principio que subyace en todo el mundo (en una forma más moderna, formulada por ejemplo por el sociólogo Hartmut Rosa como extensión del alcance (Reichweitenerweiterung), y en Robert Ardrey relacionado con la territorialidad ). Con la tesis de que el "mundo mecanicista (o »material«)" es "una forma más primitiva de los afectos" (JGB 36), Nietzsche se acercó a la tesis de Whitehead de que cada elemento del mundo tiene tanto un polo físico como otro, espiritual; la materia y el espíritu son por lo tanto inseparables. Sin voluntad de poder no hay razón ni apreciaciones (Wertschätzungen).

„Die gesammte Psychologie ist bisher an moralischen Vorurtheilen und Befürchtungen hängen geblieben: sie hat sich nicht in die Tiefe gewagt. Dieselbe als Morphologie und Entwicklungslehre des Willens zur Macht zu fassen, wie ich sie fasse – daran hat noch Niemand in seinen Gedanken selbst gestreift:“
(JGB 23)
La psicología entera ha estado pendiendo hasta ahora de prejuicios y temores morales: no ha osado descender a la profundidad. Concebirla como morfología y corno teoría de la evolución de la voluntad del poder, tal como yo la concibo - eso es algo que nadie ha rozado siquiera en sus pensamientos

En su obra póstuma dice sucintamente: "Nuestros impulsos pueden reducirse a la voluntad de poder."  Los impulsos son una condición necesaria para la vida.Nietzsche discutió la atribución de la oposición entre el bien y el mal a los instintos egoístas con su antiguo amigo Paul Rée, quien trató esta cuestión en su obra El origen de las sensaciones morales. Nietzsche creía que muchas teorías de la filosofía podían encontrar su explicación correcta a través de una aplicación significativa de la psicología. Esto significa una solución de las ideas metafísicas y un giro hacia una explicación científica del hombre.

„Indem der neue Psycholog dem Aberglauben ein Ende bereitet, der bisher um die Seelen-Vorstellung mit einer fast tropischen Üppigkeit wucherte, hat er sich freilich selbst gleichsam in eine neue Oede und ein neues Misstrauen hinaus gestossen –“ (JGB 12)
„El nuevo psicólogo, al poner fin a la superstición que hasta ahora proliferaba con una frondosidad casi tropical en torno a la noción de alma, se ha desterrado a sí mismo, desde luego, por así decirlo, a un nuevo desierto y a una nueva desconfianza“

Nietzsche comparó la “ libertad de la voluntad ” fundada como una causa sui en Spinoza o por el noúmeno en Kant con “sacarse a sí mismo de la ciénaga de la nada y a salir a la existencia a base de tirarse de los cabellos, con una temeridad aún mayor que la de Münchhausen." (JGB 21) La moralidad no puede justificarse universalmente. El comportamiento y las actitudes se pueden explicar científicamente.

„Die Physiologen sollten sich besinnen, den Selbsterhaltungstrieb als kardinalen Trieb eines organischen Wesens anzusetzen. Vor Allem will etwas Lebendiges seine Kraft auslassen — Leben selbst ist Wille zur Macht —: die Selbsterhaltung ist nur eine der indirekten und häufigsten Folgen davon.“ (JGB 13)
"Los fisiólogos deberían pensárselo bien antes de afirmar que el instinto de autoconservación es el instinto cardinal de un ser orgánico. Algo vivo quiere, antes que nada, dar libre curso a su fuerza - la vida misma es voluntad de poder -: la autoconservación es tan sólo una de las consecuencias indirectas y más frecuentes de esto."

Si en el pensar se forma un "yo", la idea de sujeto, esto tiene para Nietzsche su origen en la gramática. (JGB 54) Incluso si uno piensa fuera del sujeto y dice "piensa" en lugar de "yo pienso", la gramática sigue teniendo un efecto, que de esta manera también perjudica a los lógicos en su pensamiento. (JGB 17) El “yo” es unidad sólo como palabra. (JGB 19).

„Kurz, studirt, ihr Psychologen, die Philosophie der »Regel« im Kampfe mit der »Ausnahme«: da habt ihr ein Schauspiel, gut genug für Götter und göttliche Boshaftigkeit! Oder, noch heutlicher: treibt Vivisektion am »guten Menschen«, am »homo bonae voluntatis«..... an euch!“ (JGB 218)
„estudiad, psicólogos, la filosofía de la «regla» en lucha con la «excepción»: ¡ahí tenéis un espectáculo que resulta bastante bueno para los dioses y para la malicia divina! O, dicho de modo más actual: ¡viviseccionad al «hombre bueno», al homo bonae voluntatis [hombre de buena voluntad]..., a vosotros!“

Nietzsche consideró que era tarea de los psicólogos rastrear los valores reivindicados por los filósofos hasta los mecanismos psicológicos. Si esto tiene éxito, esta disciplina podría incluso "ser reconocida nuevamente como la maestra de las ciencias". (JGB 23)

„Dabei muss man freilich die tölpelhafte Psychologie von Ehedem davon jagen, welche von der Grausamkeit nur zu lehren wusste, dass sie beim Anblicke fremden Leides entstünde: es giebt einen reichlichen, überreichlichen Genuss auch am eignen Leiden, am eignen Sich-leiden-machen, — und wo nur der Mensch zur Selbst-Verleugnung im religiösen Sinne oder zur Selbstverstümmelung, wie bei Phöniziern und Asketen, oder überhaupt zur Entsinnlichung, Entfleischung, Zerknirschung, zum puritanischen Busskrampfe, zur Gewissens-Vivisektion und zum Pascalischen sacrifizio dell’intelletto [das Opfer des Verstandes] sich überreden lässt, da wird er heimlich durch seine Grausamkeit gelockt und vorwärts gedrängt, durch jene gefährlichen Schauder der gegen sich selbst gewendeten Grausamkeit.“ (JGB 229)
En esto, desde luego, tenemos que ahuyentar de aquí a la psicología cretina de otro tiempo, que lo único que sabía enseñar acerca de la crueldad era que ésta surge ante el espectáculo del sufrimiento ajeno: también en el sufrimiento propio, en el hacerse-sufrir-a-sí-mismo se da un goce amplio, amplísimo, - y en todos los lugares en que el hombre se deja persuadir a la autonegación en el sentido religioso, o a la automutilación, como ocurre entre los fenicios y ascetas, o, en general, a la desensualización, desencarnación, contrición, al espasmo puritano de penitencia, a la vivisección de la conciencia y al pascaliano sacrifcio dell'intelletto [sacrificio del entendimiento], allí es secretamente atraído y empujado hacia adelante por su crueldad, por aquellos peligrosos
estremecimientos de la crueldad vuelta contra nosotros mismos.

La voluntad de poder como fuerza motriz psicológica, natural, el impulso que siempre viene de dentro, está más allá del bien y del mal . Él es la fuente de la creatividad que va más allá de la autopreservación y el amor propio. La voluntad de poder es la base de “la teoría de que todos los buenos instintos pueden derivarse de los malos. (JGB 23) Con esta tesis, Nietzsche anticipó la doctrina de la sublimación de Sigmund Freud. "El grado y tipo de sexualidad llega hasta el último pico de su mente. (JGB 75) Con el concepto de voluntad de poder se pueden abrir todos los fenómenos de la vida. La filosofía es también una forma de la “voluntad espiritual de poder”. ' (JGB 9) Discutió la relación entre voluntad y causalidad y propuso la hipótesis de que 'en todas partes donde 'efectos' son reconocidos, la voluntad obra sobre la voluntad, y si no todos los acontecimientos mecánicos, en cuanto que en ellos se activa una fuerza, son fuerza de voluntad, efectos de voluntad. […] El mundo visto desde dentro, el mundo en cuanto a su »carácter inteligible« determinado y designado - sería simplemente "voluntad de poder" y nada más. (JGB 36)
El hecho de que Nietzsche piense en la voluntad de poder como un principio cosmológico se desprende de un pasaje de los escritos póstumos de: "¿Y sabeis de qué se trata el mundo'? ¿Quiereis que os lo muestre en mi espejo? Este mundo: un monstruo de fuerza, sin principio, sin fin, una magnitud de fuerza sólida, férrea […], como un juego de fuerzas y ondas de fuerza, uno y muchos al mismo tiempo, aquí creciente y al mismo tiempo allí decreciendo, un mar de fuerzas que se asaltan y se inundan, cambiando para siempre, retrocediendo para siempre […] – Este mundo es la voluntad de poder.
Este pasaje recuerda mucho a la filosofía del proceso establecida por Alfred North Whitehead en Proceso y realidad, hasta la metáfora del agua que fluye. También se puede ver en Nietzsche una interdependencia no sustancialista entre todos los elementos del mundo. La voluntad de poder implica que siempre hay una oposición entre diferentes poderes. “La sucesión inmutable de ciertos fenómenos no prueba una 'ley', sino una relación de poder entre dos o más fuerzas”. El poder como categoría de orden en el mundo solo puede existir si hay interacciones constantes entre las entidades involucradas. La categoría suprema de Whitehead, comparable a la voluntad de poder, es la creatividad, que subyace en el esfuerzo del mundo y se describe como un devenir vibrante entre la unidad y la multiplicidad. Nietzsche combinó la voluntad de poder, concebida como proceso, con el concepto de interpretación. "Uno no debe preguntarse: '¿Quién está interpretando?' pero la interpretación misma, como forma de voluntad de poder, tiene existencia (pero no como " ser " sino como un proceso, un devenir) como un afecto.

### Religión
En Más allá del bien y del mal Nietzsche ya no discutió la cuestión de la muerte de Dios, sino que partió de este hecho. Dios es una ficción como todas las ideas absolutas, una " neurosis religiosa". (JGB 47) Nietzsche predijo la posibilidad de que los términos "Dios" y "pecado" no tendrían mayor significado en el futuro que "juguetes de niños" y "dolor de niños". (JGB 57) Ya en la introducción, Nietzsche afirmó: “El cristianismo es platonismo para el 'pueblo'.” La religión tiene la función de crear una visión del mundo que puede ser utilizada para guiar y regular a las masas. El cristianismo crea una "moralidad de compasión común". (JGB 202) Debido a la educación insuficiente, disciplinar a las masas es más fácil de lograr a través de la religión que a través de teorías filosóficas.
El hombre como “animal aún no determinado” puede tomar posición sobre sí mismo y diseñar su propio futuro. El principal escollo es la religión. (JGB 62) “La fe cristiana es sacrificio desde el principio: sacrificio de toda libertad, de todo orgullo, de toda seguridad de espíritu; al mismo tiempo esclavitud y autoburla, automutilación. (JGB 46)Sobre todo, la religión tiene la función de mantener el poder. La Iglesia ha demostrado esto a lo largo de una larga historia, pero al precio de que ha trabajado "en el deterioro de la raza europea" y "ha hecho del hombre un engendro sublime". (JGB 62)

„Die Art, mit der im Ganzen bisher die Ehrfurcht vor der Bibel in Europa aufrechterhalten wird, ist vielleicht das beste Stück Zucht und Verfeinerung der Sitte, das Europa dem Christenthume verdankt: solche Bücher der Tiefe und der letzten Bedeutsamkeit brauchen zu ihrem Schutz eine von Aussen kommende Tyrannei von Autorität, um jene Jahrtausende von Dauer zu gewinnen, welche nöthig sind, sie auszuschöpfen und auszurathen.“ (JGB 263)
"La manera como en conjunto se ha mantenido hasta ahora en Europa el respeto a la Biblia es tal vez el mejor elemento de disciplina y de
refinamiento de las costumbres que Europa debe al cristianismo: tales libros profundos y sumamente significativos necesitan para su protección una tiranía de autoridad venida de fuera a fin de conquistar esos milenios de duración que se precisan para agotarlos y descifrarlos. "

Si el hombre se liberara de la ceguera de la religión, podría obtener una visión del mundo completamente diferente y positiva.

„Wer, gleich mir, mit irgend einer räthselhaften Begierde sich lange darum bemüht hat, den Pessimismus in die Tiefe zu denken und aus der halb christlichen, halb deutschen Enge und Einfalt zu erlösen, mit der er sich diesem Jahrhundert zuletzt dargestellt hat, nämlich in Gestalt der Schopenhauerischen Philosophie; wer wirklich einmal mit einem asiatischen und überasiatischen Auge in die weltverneinendste aller möglichen Denkweisen hinein und hinunter geblickt hat — jenseits von Gut und Böse, und nicht mehr, wie Buddha und Schopenhauer, im Bann und Wahne der Moral —, der hat vielleicht ebendamit, ohne dass er es eigentlich wollte, sich die Augen für das umgekehrte Ideal aufgemacht: für das Ideal des übermüthigsten lebendigsten und weltbejahendsten Menschen,“ (JGB 56)
Quien, como yo, se ha esforzado durante largo tiempo, con cierto afán enigmático, por pensar a fondo el pesimismo y por redimirlo de la estrechez y simpleza mitad cristianas mitad alemanas con que ha acabado presentándose a este siglo, a saber, en la figura de la filosofía de Schopenhauer; quien ha escrutado realmente, con ojos asiáticos y superasiáticos, el interior y la hondura del modo de pensar más negador del mundo entre todos los modos posibles de pensar - y ha hecho esto desde más allá del bien y del mal, y ya no, como Buda y Schopenhauer, bajo el hechizo y la ilusión de la moral, - quizá ése, justo por ello, sin que él lo quisiera propiamente, ha abierto sus ojos para ver el ideal opuesto: el ideal del hombre totalmente petulante, totalmente lleno de vida y totalmente afirmador del mundo

Sin embargo, Nietzsche no recomendó la abolición de la religión, sino seguir utilizándola como instrumento, como "medio de crianza y educación en manos del filósofo" (JGB 62). Religiones como el cristianismo o el budismo tendrían una función importante para entrenar a las masas en su rol, para que puedan soportar un orden jerárquico.

„Der Philosoph, wie wir ihn verstehen, wir freien Geister —, als der Mensch der umfänglichsten Verantwortlichkeit, der das Gewissen für die Gesammt-Entwicklung des Menschen hat: dieser Philosoph wird sich der Religionen zu seinem Züchtungs- und Erziehungswerke bedienen, wie er sich der jeweiligen politischen und wirthschaftlichen Zustände bedienen wird. […] Asketismus und Puritanismus sind fast unentbehrliche Erziehungs- und Veredelungsmittel, wenn eine Rasse über ihre Herkunft aus dem Pöbel Herr werden will und sich zur einstmaligen Herrschaft emporarbeitet. Den gewöhnlichen Menschen endlich, den Allermeisten, welche zum Dienen und zum allgemeinen Nutzen dasind und nur insofern dasein dürfen, giebt die Religion eine unschätzbare Genügsamkeit mit ihrer Lage und Art, vielfachen Frieden des Herzens, eine Veredelung des Gehorsams, ein Glück und Leid mehr mit Ihres-Gleichen und Etwas von Verklärung und Verschönerung, Etwas von Rechtfertigung des ganzen Alltags, der ganzen Niedrigkeit, der ganzen Halbthier-Armuth ihrer Seele. Religion und religiöse Bedeutsamkeit des Lebens legt Sonnenglanz auf solche immer geplagte Menschen und macht ihnen selbst den eigenen Anblick erträglich, sie wirkt, wie eine epikurische Philosophie auf Leidende höheren Ranges zu wirken pflegt, erquickend, verfeinernd, das Leiden gleichsam ausnützend, zuletzt gar heiligend und rechtfertigend.“ (JGB 61)
"El filósofo, entendido en el sentido en que lo entendemos nosotros, nosotros los espíritus libres -, como el hombre que tiene la responsabilidad más amplia de todas, que considera asunto de su conciencia el desarrollo integral del hombre: ese filósofo se servirá de las religiones para su obra de selección y educación, de igual modo que se servirá de las situaciones políticas y económicas existentes en cada caso […] ascetismo y puritanismo son medios casi ineludibles de educación y ennoblecimiento cuando una raza quiere triunfar de su procedencia plebeya y trabaja por elevarse hacia el futuro dominio. A los hombres ordinarios, en fin, a los más, que existen para servir y para el provecho general, y a los cuales sólo en ese sentido les es lícito existir, proporciónales viales la religión el don inestimable de sentirse contentos con su situación y su modo de ser, una múltiple paz del corazón, un ennoblecimiento de la obediencia, una felicidad y un suflimiento más, compartidos con sus iguales, y algo de transfiguración y embellecimiento, algo de justificación de la vida cotidiana entera, de toda la bajeza, de toda la pobreza semi-animal de su alma. La religión y el significado religioso de la vida lanzan un rayo de sol sobre tales hombres siempre atormentados y les hacen soportable incluso su propio aspecto, actúan como suele actuar una filosofía epicúrea sobre personas dolientes de rango superior, produciendo un influjo reconfortante, refinador, que, por así decirlo, saca provecho del sufrimiento y acaba incluso por santificarlo y justificarlo."

### Interludio
El interludio es una interrupción dramatúrgica del tren de pensamiento desarrollado hasta ese momento para crear una transición a los aforismos de orientación más sociocrítica de la segunda parte. Aquí se formulan declaraciones cortas de manera laxa, que resumen la exposición de pensamientos más extensa de las otras partes de Más allá del bien y del mal. A continuación se muestra una selección de dichos conocidos y remarcables:
- El amor a uno solo es una barbarie, pues se practica a costa de todos los demás. También el amor a Dios. (JGB 67)
- «Yo he hecho eso», dice mi memoria. «Yo no puedo haber hecho eso» - dice mi orgullo y permanece inflexible. Al final -la memoria cede. (JGB 68)
- Una vez que se ha tomado la decisión de cerrar los ojos incluso al mejor de los argumentos en contra: señal de carácter enérgico. También, voluntad ocasional de estupidez. (JGB 107)
- No hay fenómenos morales en absoluto, sólo una interpretación moral de los fenómenos...(JGB 108)
- Un pueblo es el desvío de la naturaleza para llegar a seis, siete grandes hombres. - Sí: y luego para eludirlos. (JGB 126)
- Toda credibilidad, toda buena conciencia, toda evidencia de verdad proviene de los sentidos. (JGB 134)
- El abdomen es la razón por la que el hombre no se considera fácilmente un dios. (JGB 141)
- Lo que se hace por amor se hace siempre más allá del bien y del mal. (JGB 153)
- La objeción, la infidelidad, la desconfianza alegre, el ansia de burla son signos de salud: todo lo incondicional pertenece a la patología. (JGB 154)
- La demencia es algo raro en los individuos, - pero en los grupos, los partidos, los pueblos, las épocas constituye la regla. (JGB 156)
- El pensamiento del suicidio es un poderoso medio de consuelo: con él se logra soportar más de una mala noche. (JGB 157)
- Hablar mucho de ti también puede ser una forma de esconderte. (JGB 169)
- En un hombre de conocimiento la compasión casi produce risa, como en un cíclope las manos delicadas. (JGB 171)
- En última instancia lo que amamos es nuestro deseo, no lo deseado. (JGB 175)

### Crítica de la moral
Nietzsche pretendió esclarecer diversos aspectos de la moral. Para él, la ética era la “doctrina de las relaciones de dominación [...] bajo la cual surge el fenómeno de la 'vida'. (JGB 19) Quería ir contra la creencia en la moral a través de “examen, disección, duda, vivisección”. (JGB n.º 186) Se volvió principalmente contra:
- el principio "laedere neminem" [no hacer daño a nadie] (JGB 186)
- igualitarismo, es decir, “igualar la voluntad de uno a la del otro” (JGB 259)
- universalismo como "una moralidad para todos" (JGB n.º 228), contra "generalizar donde nada puede ser generalizado" (JGB 198)

Su crítica no es sólo una crítica de las normas y convenciones morales individuales, sino que se dirige principalmente contra los fundamentos de cualquier sistema moral. La concentración unilateral de la moral en los valores juzga mal el trasfondo psicológico de la moral. “El miedo es….la madre de la moral. (JGB, 201)

„Glück und Tugend sind keine Argumente. Man vergisst aber gerne, auch auf Seiten besonnener Geister, dass Unglücklich-machen und Böse-machen ebensowenig Gegenargumente sind. […] Aber keinem Zweifel unterliegt es, dass für die Entdeckung gewisser Theile der Wahrheit die Bösen und Unglücklichen begünstigter sind und eine grössere Wahrscheinlichkeit des Gelingens haben; nicht zu reden von den Bösen, die glücklich sind, — eine Species, welche von den Moralisten verschwiegen wird.“ (JGB 39)
“La felicidad y la virtud no son argumentos. Pero es fácil olvidar, incluso por parte de las mentes sensatas, que hacer que las personas sean infelices y malas son solo pequeños argumentos en contra. […] Pero no hay duda de que los malvados y desdichados son más favorecidos y tienen mayor probabilidad de éxito en descubrir ciertas partes de la verdad; por no hablar de los malvados que son felices, una especie sobre la cual los moralistas guardan silencio.

El perspectivismo de Nietzsche se muestra en el hecho de que considera que varias morales son posibles para un individuo. También se puede hablar de pluralismo en este contexto. El mundo moral es colorido:

„Wie es im Reich der Sterne mitunter zwei Sonnen sind, welche die Bahn Eines Planeten bestimmen, wie in gewissen Fällen Sonnen verschiedener Farbe um einen einzigen Planeten leuchten, bald mit rothem Lichte, bald mit grünen Lichte, und dann wieder gleichzeitig ihn treffend und bunt überfluthend: so sind wir modernen Menschen, Dank der complicirten Mechanik unsres »Sternenhimmels« — durch verschiedene Moralen bestimmt; unsre Handlungen leuchten abwechselnd in verschiedenen Farben, sie sind selten eindeutig, — und es giebt genug Fälle, wo wir bunte Handlungen thun.“ (JGB 215)
"Así como en el reino de las estrellas a veces hay dos soles que determinan la órbita de un planeta, como en ciertos casos soles de diferentes colores brillan alrededor de un solo planeta, a veces con una luz roja, a veces con una luz verde, y luego otra vez llamativo y colorido a la par que desbordante: así somos los modernos, gracias a la complicada mecánica de nuestro “cielo estrellado” — determinado por diversas morales; nuestras acciones brillan alternativamente en diferentes colores, rara vez son unívocas, y hay bastantes casos en los que realizamos acciones coloridas."

Nietzsche echó en falta una ciencia de estudio empírico de la moral, para evitar los posibles errores que yacen en las necesidades personales del filósofo moral individual. Basándose en la Historia naturalis de Plinio el Viejo, exigió a los filósofos una "historia natural de la moral", es decir, una "recogida de material, formulación y clasificación conceptuales de un inmenso reino de delicados sentimientos y diferenciaciones de valor, que viven, crecen, engendran y perecen, - y, acaso, ensayos para mostrar con claridad las configuraciones más frecuentes y que más se repiten de esa viviente cristalización, - como preparación de una tipología de la moral. ". (JGB 186) Se puede entender la obra de Michel Foucault como tal programa de investigación.
Además de recopilar hechos empíricos sobre la moral existente, Nietzsche se preocupó por un análisis histórico del surgimiento de las "distinciones de valores morales" (JGB 260).Este análisis pretende subrayar que los valores morales no son objetivos, sino que han surgido del respectivo contexto social. En la tesis de que la moralidad como tal depende de la cultura, se expresa nuevamente el perspectivismo de Nietzsche. La moralidad es el resultado del estatus, la religión y el espíritu de la época, es decir, históricamente determinada.El análisis histórico del origen de la moral llevó a Nietzsche a distinguir entre "moral del amo y moral del esclavo".

„ Es giebt Herren-Moral und Sklaven-Moral; — ich füge sofort hinzu, dass in allen höheren und gemischteren Culturen auch Versuche der Vermittlung beider Moralen zum Vorschein kommen, noch öfter das Durcheinander derselben und gegenseitige Missverstehen, ja bisweilen ihr hartes Nebeneinander — sogar im selben Menschen, innerhalb Einer Seele.“ (JGB 260)
“Hay moral de amo y moral de esclavo; - Agrego inmediatamente que en todas las culturas superiores y más mezcladas también aparecen intentos de mediar ambas morales, incluso más a menudo la confusión de lo mismo y el malentendido mutuo, sí, a veces su dura yuxtaposición, incluso en la misma persona, dentro de una sola alma.

En esta consideración, entran en juego los antecedentes personales de Nietzsche como filólogo clásico. Ya de joven se había ocupado de Teognis de Megara y sus reglas para la educación de la nobleza. Las obras arcaicas y clásicas tempranas de Grecia ensalzan valores diferentes a los que ya se encuentran en los profetas en las santas escrituras judías. La moral de los amos diferencia como valores básicos entre el bien y el mal desde la perspectiva de la élite. Bueno significa aquí fuerza, orgullo, nobleza, percepción segura de los privilegios, dureza frente a las masas menos cualificadas y frente a uno mismo (cf. JGB 260 y 272) Hay diferencias naturales en la moral de los amos, que se expresan en los diferentes rangos de personas y las esferas de valores. Frente a esto se levanta la moral del esclavo, que distingue entre el bien y el mal desde la perspectiva de las masas, los mediocres y los desfavorecidos. La moral del esclavo reclama el deber y la culpa de los demás. Su característica es la afirmación de los intereses del grupo y el equilibrio social. Sus valores son la igualdad, la obediencia, la imparcialidad, el altruismo, la abolición de los privilegios, la eliminación de la pobreza, el espíritu público, la benevolencia, la consideración, la diligencia, la templanza, la modestia, la tolerancia, la compasión. (JGB 199)
A partir de la oposición entre amos y esclavos, Nietzsche dividió la “historia humana” en tres períodos: 1. el “premoral”, luego 2. el “moral” y 3. finalmente el “extramoral” (JGB 32). Fue la religión de los judíos la que históricamente provocó la inversión de los valores de la sociedad premoral a la sociedad moral. A través de sus valores, se desarrolló un espíritu que se dirigía contra las jerarquías naturales:

„Die Juden — ein Volk »geboren zur Sklaverei«, wie Tacitus und die ganze antike Welt sagt, »das auserwählte Volk unter den Völkern«, wie sie selbst sagen und glauben — die Juden haben jenes Wunderstück von Umkehrung der Werthe zu Stande gebracht, Dank welchem das Leben auf der Erde für ein Paar Jahrtausende einen neuen und gefährlichen Reiz erhalten hat: — ihre Propheten haben »reich« »gottlos« »böse« »gewaltthätig« »sinnlich« in Eins geschmolzen und zum ersten Male das Wort »Welt« zum Schandwort gemünzt. In dieser Umkehrung der Werthe (zu der es gehört, das Wort für »Arm« als synonym mit »Heilig« und »Freund« zu brauchen) liegt die Bedeutung des jüdischen Volks: mit ihm beginnt der Sklaven-Aufstand in der Moral.“ (JGB 195)
Los judíos - un pueblo «nacido para la esclavitud», como dicen Tácito y todo el mundo antiguo, «el pueblo elegido entre los pueblos», como dicen y creen ellos mismos - los judíos han llevado a efecto aquel prodigio de inversión de los valores gracias al cual la vida en la tierra ha adquirido, para unos cuantos milenios, un nuevo y peligroso atractivo: - sus profetas han fundido, reduciéndolas a una sola, las palabras «rico», «ateo», «malvado», «violento», «sensual», y han transformado por vez primera la palabra «mundo» en una palabra vergonzosa. En esa inversión de los valores (de la que forma parte el emplear la palabra «pobre» como sinónimo de «santo» y «amigo») reside la importancia del pueblo judío: con él comienza la rebelión de los esclavos en la moral.

El hombre amo piensa en la categoría de arriba y abajo, de jerarquía. Sus normas son buenas y malas. El esclavo, por otro lado, que es temeroso y escéptico, sigue el estándar de lo bueno y lo malo porque lo ve como un medio para mejorar su situación: “Dondequiera que prevalezca la moralidad de los esclavos, el lenguaje muestra una tendencia a usar las palabras 'bueno' y tonto" para acercarnos unos a otros. (JGB 260)
El movimiento democrático que surgió de la Ilustración es una revolución desde abajo. Nietzsche vio el origen de este pensamiento en Inglaterra, mucho antes que en Francia. La Ilustración tomó del cristianismo, al que él mismo reemplazó, la ideología igualitaria, la moralidad del aplanamiento, y así condujo, en el mejor de los casos, a la mediocridad.

„Die »Aufklärung« empört: der Sklave nämlich will Unbedingtes, er versteht nur das Tyrannische, auch in der Moral, er liebt wie er hasst, ohne Nuance, bis in die Tiefe, bis zum Schmerz, bis zur Krankheit, — sein vieles verborgenes Leiden empört sich gegen den vornehmen Geschmack, der das Leiden zu leugnen scheint. Die Skepsis gegen das Leiden, im Grunde nur eine Attitude der aristokratischen Moral, ist nicht am wenigsten auch an der Entstehung des letzten grossen Sklaven-Aufstandes betheiligt, welcher mit der französischen Revolution begonnen hat.“ (JGB, 46)
"La «ilustración» subleva: en efecto, el esclavo quiere lo incondicional, comprende sólo lo tiránico, también en la moral, ama igual que odia, sin nuance [matiz], a fondo, hasta el dolor, hasta la enfermedad, - su mucho y escondido sufrimiento se subleva contra el gusto aristocrático, que parece negar el sufrimiento. El escepticismo con respecto al sufrimiento, que en el fondo es tan sólo un rasgo afectado de la moral aristocrática,
ha contribuido no poco a la génesis de la última gran rebelión de esclavos, comenzada con la Revolución francesa."

La igualdad y una moral para todos, el bien común o la mayor felicidad utilitaria del mayor número, contradicen la jerarquía natural de los seres humanos. Estas son demandas de las masas. Los ingleses respetables pero sólo mediocres como Darwin, Mill o Spencer habrían creado un predominio en Europa. (JGB 253) La conciencia es el resultado de las normas de la moral esclava. No hay una justificación lógica para esto. Nietzsche vio el origen de la justicia en el contrato, en el cumplimiento de las promesas. El incumplimiento de esta crea una conciencia culpable y desencadena una justicia punitiva. La moral de los esclavos se vincula con este mecanismo sin tener derecho a la actuación de los fuertes, porque no recibieron nada a cambio. La moral de los esclavos es, por tanto, injusta. La igualdad es una injusticia para los desiguales. (Ver. JGB 201) "Ninguno de estos animales de manada pesados y problemáticos (que se comprometen a liderar la causa del egoísmo como una cuestión de bienestar general) quiere saber y oler algo sobre el hecho de que el "bienestar general" no es un ideal, ni una meta, ni un concepto que pueda ser captado de ninguna manera, sino sólo un emético.” (JGB n.º 228)
La moral de los esclavos convierte en malos a los que eran buenos en el orden natural. La condena de los fuertes es "la venganza favorita de los deficientes mentales". (JGB 219) Los fuertes son ahora los que supuestamente son crueles, propagan el sufrimiento, son insaciables, a los que hay que humillar y castigar por su superioridad. Para Nietzsche, este odio de los agobiados y los que tienen menos recursos es ante todo una expresión de envidia. La moral es la obediencia a una ideología dominante.

„Der Blick des Sklaven ist abgünstig für die Tugenden des Mächtigen: er hat Skepsis und Misstrauen, er hat Feinheit des Misstrauens gegen alles »Gute«, was dort geehrt wird —, er möchte sich überreden, dass das Glück selbst dort nicht ächt sei. Umgekehrt werden die Eigenschaften hervorgezogen und mit Licht übergossen, welche dazu dienen, Leidenden das Dasein zu erleichtern: hier kommt das Mitleiden, die gefällige hülfbereite Hand, das warme Herz, die Geduld, der Fleiss, die Demuth, die Freundlichkeit zu Ehren —, denn das sind hier die nützlichsten Eigenschaften und beinahe die einzigen Mittel, den Druck des Daseins auszuhalten. Die Sklaven-Moral ist wesentlich Nützlichkeits-Moral.“ (JGB 260)
La mirada del esclavo no ve con buenos ojos las virtudes del poderoso: esa mirada posee escepticismo y desconfianza, es sutil en su desconfianza frente a todo lo «bueno» que allí es honrado -, quisiera convencerse de que la felicidad misma no es allí auténtica. A la inversa, las propiedades que sirven para aliviar la existencia de quienes sufren son puestas de relieve e inundadas de luz: es la compasión, la mano afable y socorre-
dora, el corazón cálido, la paciencia, la diligencia, la humildad, la amabilidad lo que aquí se honra, pues estas propiedades son aquí las más útiles y casi los únicos medios para soportar la presión de la existencia. La moral de esclavos es, en lo esencial, una moral de la utilidad.

La mora convencional sirve a los intereses de individuos o grupos específicos. Por lo tanto, es de origen extramoral y contrario a la naturaleza humana. “A diferencia del laisser aller, toda moral es una tiranía contra la 'naturaleza'. . . Lo esencial e invaluable de cualquier moral es que es una compulsión prolongada. (JGB, 108)

### Europa y los judíos
Para Nietzsche existe una estrecha conexión entre el judaísmo y Europa. A través del cristianismo, Europa tiene una parte significativa de sus raíces en la religión judía. Europa debe a los judíos “el gran estilo de la moralidad. (JGB 250) Al mismo tiempo, Nietzsche esperaba que los judíos pudieran ser una fuerza impulsora para una Europa mejor. Esperanza en la medida en que los judíos en Europa no tenían tendencias hacia el nacionalismo, que se manifestaba no solo pero si en gran medida en Alemania en ese momento.

„Man muss es in den Kauf nehmen, wenn einem Volke, das am nationalen Nervenfieber und politischen Ehrgeize leidet, leiden will —, mancherlei Wolken und Störungen über den Geist ziehn, kurz, kleine Anfälle von Verdummung: zum Beispiel bei den Deutschen von Heute bald die antifranzösische Dummheit, bald die antijüdische, bald die antipolnische, bald die christlich-romantische, bald die Wagnerianische, bald die teutonische, bald die preussische (man sehe sich doch diese armen Historiker, diese Sybel und Treitzschke und ihre dick verbundenen Köpfe an — ), und wie sie Alle heissen mögen, diese kleinen Benebelungen des deutschen Geistes und Gewissens.“ (JGB 251)
Es preciso resignarse a que sobre el espíritu de un pueblo que padece, que quiere padecer de la fiebre nerviosa nacional y de la ambición política - pasen múltiples nubes y perturbaciones o, dicho brevemente, pequeños ataques de estupidizamiento: por ejemplo, entre los alemanes de hoy, unas veces la estupidez anti-
francesa, otras la antijudía, otras la antipolaca, otras la cristianoromántica, otras la wagneriana, otras la teutónica, otras la prusiana (contémplese a esos pobres historiadores, a esos Sybel y Treitzschke y sus cabezas reciamente vendadas), y como quieran llamarse todas esas pequeñas obnubilaciones del espíritu y la conciencia alemanas.

Enfrentándose a los antisemitas y nacionalistas, Nietzsche presentó claramente las acusaciones contra los judíos como falsas:

„Dass die Juden, wenn sie wollten — oder, wenn man sie dazu zwänge, wie es die Antisemiten zu wollen scheinen —, jetzt schon das Übergewicht, ja ganz wörtlich die Herrschaft über Europa haben könnten, steht fest; dass sie nicht darauf hin arbeiten und Pläne machen, ebenfalls. Einstweilen wollen und wünschen sie vielmehr, sogar mit einiger Zudringlichkeit, in Europa, von Europa ein- und aufgesaugt zu werden, sie dürsten darnach, endlich irgendwo fest, erlaubt, geachtet zu sein und dem Nomadenleben, dem »ewigen Juden« ein Ziel zu setzen –; und man sollte diesen Zug und Drang (der vielleicht selbst schon eine Milderung der jüdischen Instinkte ausdrückt) wohl beachten und ihm entgegenkommen: wozu es vielleicht nützlich und billig wäre, die antisemitischen Schreihälse des Landes zu verweisen.“ (JGB 251)
Que los judíos, si quisieran - o si se los coaccionase a ello, como parecen querer los antisemitas -, podrían tener ya ahora la preponderancia e incluso, hablando de modo completamente literal, el dominio de Europa, eso es una cosa segura; y también
lo es que no trabajan ni hacen planes en ese sentido. Antes bien, por el momento lo que quieren y desean, incluso con cierta insistencia, es ser absorbidos y succionados en Europa, por Europa, anhelan estar fijos por fin en algún sitio, ser permitidos, respetados, y dar una meta a la vida nómada, al «judío eterno» -; y se debería tener muy en cuenta y complacer esa tendencia y ese impulso (los cuales acaso manifiesten una atenuación de los instintos judíos): para lo cual tal vez fuera útil y oportuno desterrar a todos los voceadores antisemitas del país.

Nietzsxhe consideró que la opinión de que hay naciones en Europa que son comparables a los judíos es errónea. Los estados-nación surgieron históricamente y tienen un carácter extremadamente diferente. Nietzsche no entendió el concepto de raza en un sentido biológico, sino como una unidad cultural basada en valores comunes.

„Das, was heute in Europa »Nation« genannt wird und eigentlich mehr eine res facta als nata [eher eine gemachte Sache als eine geborene] ist (ja mitunter einer res ficta et picta [erfundene und gemalte Sache] zum Verwechseln ähnlich sieht — ), ist in jedem Falle etwas Werdendes, Junges, Leicht-Verschiebbares, noch keine Rasse, geschweige denn ein solches aere perennius [beständiger als Erz], wie es die Juden-Art ist: diese »Nationen« sollten sich doch vor jeder hitzköpfigen Concurrenz und Feindseligkeit sorgfältig in Acht nehmen!“ (JGB 251)
Lo que hoy en Europa se denomina «nación», y que en realidad es más una res facta [cosa hecha] que nata [cosa nacida] (incluso se asemeja a veces, hasta confundirse con ella, a una res ficta et picta [cosa fingida y pintada] -), es en todo caso algo que está en devenir, una cosa joven, fácil de desplazar, no es todavía una raza y mucho menos es algo aere perennius [más perenne que el bronce], como lo es la raza judía: ¡esas naciones deberían, pues, evitar con mucho cuidado toda concurrencia y toda hostilidad nacidas de un calentamiento de la cabeza!

Según Nietzsche Europa estaba a finales del siglo XIX ante un proceso de crecimiento conjunto. Los políticos que anteponen los intereses nacionales y por lo tanto crearían una “alienación morbosa” entre los europeos están ignorando la corriente de los tiempos. Su póliza es sólo un "acto intermedio". "Es Europa, la única Europa, cuya alma se empuja y se anhela a sí misma a través de su arte diverso e impetuoso —" (JGB 256)

### Elitismo
La desigualdad pertenece a la naturaleza, a la vida original. Mientras que grandes personajes como Leonardo, Napoleón o Goethe (JGB 256) se contentaban con sus obras, crearon grandes cosas para la humanidad. El hombre sólo puede alcanzar la satisfacción consigo mismo si se da cuenta de su verdadero carácter. Los filósofos del futuro son "tentadores" (JGB 42) y "gente de experimentos" (JGB 210), que crean nuevos valores como "comandantes y legisladores". (JGB 211) Las diferencias aristocráticas de rango tendrían que ser aceptadas por quienes afirman la vida. Era natural que los nobles se destacaran del “común” a través de un “pathos de distancia” (JGB 257). El igualitarismo democrático es, por tanto, disminución y decadencia. Nietzsche se volvió contra “los niveladores, estos falsamente llamados “espíritus libres” — como esclavos elocuentes y diestros del gusto democrático y sus "ideas modernas". (JGB 44) Caracterizó la moral como la doctrina de las relaciones de dominación, en las que también debe incluirse la voluntad, porque ésta es la base de una "estructura social". (JGB 19) Para él hay una multitud de “morales” que deben ser examinadas por “comparación”. (JGB 186) La moral es "sólo un lenguaje de signos de los afectos" (JGB 187)
La moral cristiana, la moral de la piedad y también la moral inglesa de la utilidad (utilitarismo) debilitaron la vida, la autolegislación autónoma, las oportunidades futuras en aras de la negación, sin crear nada positivo que también los nobles pudieran afirmar. Sobre todo, Nietzsche polemizó contra la moralidad de la renuncia. Con su crítica de la moralidad y la democracia de ninguna manera estaba llamando a la anarquía. Esta también le es abominable a causa del desenfreno. Por otro lado, confiaba en una vida noble, la de la responsabilidad, la dureza, la disposición a sufrir por sus fines, la reverencia por su propio destino. "El hecho de que su paso sea aún demasiado lento y somnoliento para los más impacientes, para los enfermos y adictos al mencionado instinto, lo indican los aullidos cada vez más frenéticos, los gruñidos cada vez más desvelados de los perros de los anarquistas, que están ahora deambulando por las calles de la cultura europea: aparentemente en contraste con los pacíficos e industriosos demócratas y los ideólogos revolucionarios, aún más con los tontos filósofos y los entusiastas de la fraternidad que se llaman a sí mismos socialistas y la "sociedad libre" pero en verdad uno con todos ellos en la total e instintiva hostilidad a cualquier forma de sociedad que no sea la del rebaño autónomo (hasta el punto de repudiar incluso la noción de "amo" y "sirviente" -ni dieu ni maître [sin dios, sin amo] es el nombre de una fórmula socialista-);" (JGB 202)

„Auf die Gefahr hin, unschuldige Ohren missvergnügt zu machen, stelle ich hin: der Egoismus gehört zum Wesen der vornehmen Seele, ich meine jenen unverrückbaren Glauben, dass einem Wesen, wie »wir sind«, andre Wesen von Natur unterthan sein müssen und sich ihm zu opfern haben. Die vornehme Seele nimmt diesen Thatbestand ihres Egoismus ohne jedes Fragezeichen hin, auch ohne ein Gefühl von Härte Zwang, Willkür darin, vielmehr wie Etwas, das im Urgesetz der Dinge begründet sein mag: — suchte sie nach einem Namen dafür, so würde sie sagen »es ist die Gerechtigkeit selbst«.“ (JGB 265)
"A riesgo de disgustar a los oídos inocentes, afirmo: el egoísmo pertenece a la esencia del alma noble, quiero decir esa creencia inquebrantable de que los demás seres deben por naturaleza estar sujetos a un ser como "nosotros somos" y tienen que sacrificarse a él. . El alma noble acepta este hecho de su egoísmo sin ningún signo de interrogación, también sin un sentimiento de dureza, compulsión, arbitrariedad en ello, más bien como algo que puede basarse en la ley primordial de las cosas: - si estuviera buscando un nombre para ella, diría » es la justicia misma«.

### La moral noble
En el campo de la moral, Nietzsche exigió que las categorías “ bien ” y “ mal ” fueran superadas en favor de una moral que mira hacia el futuro y que él llamó “moral noble”. La moralidad noble sólo puede realizarse en una aristocracia. Esto requiere el “pathos de la distancia. (JGB 257) Para el espíritu libre, la soledad es una virtud. (JGB 284) Es un anciano, un vagabundo solitario, desligado de los valores tradicionales, calla lo que realmente le mueve. (JGB 44) Sólo la persona aristocrática que es lo suficientemente segura de sí misma como para glorificarse a sí misma crea valor.

„Im Vordergrunde steht das Gefühl der Fülle, der Macht, die überströmen will, das Glück der hohen Spannung, das Bewusstsein eines Reichthums, der schenken und abgeben möchte: — auch der vornehme Mensch hilft dem Unglücklichen, aber nicht oder fast nicht aus Mitleid, sondern mehr aus einem Drang, den der Überfluss von Macht erzeugt. […] der Glaube an sich selbst, der Stolz auf sich selbst, eine Grundfeindschaft und Ironie gegen »Selbstlosigkeit« gehört eben so bestimmt zur vornehmen Moral wie eine leichte Geringschätzung und Vorsicht vor den Mitgefühlen und dem »warmen Herzen«.“ (JGB 260)
"En primer plano está el sentimiento de plenitud, de poder que quiere desbordarse, la alegría de la alta tensión, la conciencia de una riqueza que quisiera regalar y entregar: - también el noble ayuda al desgraciado, pero no o casi no por piedad, sino por un impulso generado por la abundancia de poder. […] la creencia en uno mismo, el orgullo en uno mismo, una hostilidad básica e ironía contra el »desinterés« pertenece tan definitivamente a la noble moralidad como un ligero desprecio y cautela contra la simpatía y el "corazón cálido".

Al aceptar las normas morales, el instinto natural de ser cruel se vuelve hacia adentro, contra uno mismo. Ocurre un desplazamiento del instinto. El espíritu empresarial, la audacia, la rapacidad serían reemplazados por la autorregulación, el autosacrificio y el altruismo. El extremo de la antinaturalidad es el ascetismo, en el que la vida se dirige contra la vida misma. “Casi todo lo que tenemos de llamada “alta cultura”, descansa en la espiritualización y profundización de la crueldad - esta es mi sentencia; esa "bestia salvaje" no ha sido asesinado en absoluto, vive, florece, sólo se ha divinizado a sí misma. (JGB 229)
Los nobles asumen la responsabilidad sobre sus vidas. El sufrimiento es una condición de vida que surge de la naturaleza. Es por eso que los fuertes, que no están moldeados por la cultura afeminada de la compasión, pueden soportar el sufrimiento sin quejarse. Es el dilema de la gente noble que trae consigo la voluntad de poder. Abolir el sufrimiento, como querían Schopenhauer, el budismo, el cristianismo, los demócratas o los socialistas, significaría que el hombre quedaría como un mero espectador. Tales ideas son sólo negativas. La moral noble exige que se aumente la disposición a sufrir para crear algo especial. Este es el elemento dionisiaco de la voluntad de poder. Los nuevos filósofos tendrían la tarea de “enseñar al hombre el futuro del hombre como su voluntad, como dependiente de una voluntad humana, y preparando grandes riesgos y tentativas globales de disciplina y castigo. (JGB 203)

„Ein Mann, der sagt: ‚das gefällt mir, das nehme ich zu eigen und will es schützen und gegen Jedermann vertheidigen‘; ein Mann, der eine Sache führen, einen Entschluss durchführen, einem Gedanken Treue wahren, ein Weib festhalten, einen Verwegenen strafen und niederwerfen kann; ein Mann, der seinen Zorn und sein Schwert hat, und dem die Schwachen, Leidenden, Bedrängten, auch die Thiere gern zufallen und von Natur zugehören, kurz ein Mann, der von der Natur Herr ist, --wenn ein solcher Mann Mitleiden hat, nun! Dies Mitleiden hat Werth!“ (JGB 293)
Un hombre que dice: «Esto me agrada, esto yo me lo apropio y quiero protegerlo y defenderlo contra todos»; un hombre que puede sostener una causa, cumplir una decisión, guardar fidelidad a un pensamiento, retener a una mujer, castigar y abatir a un temerario; un hombre que tiene su cólera y su espada, ya¡ cual los débiles, los que sufren, los oprimidos, también los animales, se allegan con gusto y le pertenecen por naturaleza, en suma, un hombre que por naturaleza es señor, - cuando un hombre así tiene compasión, ¡bien!, ¡esa compasión tiene valor!

Frente a las virtudes cardinales de Platón, Nietzsche opuso cuatro virtudes propias que debe poseer el espíritu noble, "el valor, la perspicacia, la compasión, la soledad" (JGB 284), para lo cual recomendaba la soberbia compostura y "ese vicio travieso y alegre" de la cortesía.

## Recepción
Rudolf Steiner estudió a Nietzsche ya en 1889. Obtuvo acceso a su obra a través de Más allá del bien y del mal. Con muchas ideas estuvo de acuerdo. Comentó: “Más allá del bien y del mal fue el primer libro que leí de él. Yo también estaba a la vez fascinado y repelido por esta forma de ver las cosas. Me costó llevarme bien con Nietzsche. Me encantó su estilo, me encantó su audacia; Sin embargo, no me gustó la forma en que Nietzsche hablaba de los problemas más profundos sin sumergirse conscientemente en ellos en la experiencia espiritual.
En el capítulo final de su Filosofía del como si, Hans Vaihinger se refirió directamente al ficcionalismo de Nietzsche, que lleva por título: "Nietzsche y su teoría de las apariencias queridas conscientemente ('La voluntad de la apariencia')".
Ernst Troeltsch vio en el ateísmo de Nietzsche una profunda tensión hacia una "creencia entusiasta". En un ensayo sobre la ética atea, escribió sobre Nietzsche en 1895: "Entonces ya no queda moral menos religión, sino que surge la nueva moral más allá del bien y del mal, que con plena conciencia extrae consecuencias completamente nuevas del nuevo terreno. Él fue quien se burló incansablemente de las personas que querían ser lo suficientemente educadas para no tener una religión, pero que eran lo suficientemente flojas como para pensar lo suficiente como para conservar una moral del altruismo que ahora no tiene fundamento.
A principios del siglo XX, reconocidos psicólogos de la Asociación Psicoanalítica de Viena discutieron la importancia de Nietzsche para su disciplina. Alfred Adler dijo en 1908 "que de todos los filósofos importantes que nos han dejado algo, Nietzsche es el que más se acerca a nuestra forma de pensar". Freud señaló en 1910: "A. Pick recientemente (On the Psychology of Forgetting in the Mentally and Nervously Ill, Archiv für Kriminal-Anthropologie und Kriminalistik von H. Gross) reunió a una serie de autores que aprecian la influencia de los factores activos en la memoria y, más o menos claramente, reconocen la contribución, que el esfuerzo defensivo logra contra el displacer. Sin embargo, ninguno de nosotros fue capaz de presentar el fenómeno y su justificación psicológica de manera tan exhaustiva e impresionante como lo hizo Nietzsche en uno de sus aforismos (Más allá del bien y del mal, II. Capítulo 68): »Hice eso, dice mi "recuerdo". No puedo haber hecho eso, dice mi orgullo y permanece inflexible. Finalmente el recuerdo cede. "" 
Sin embargo, el enfoque de Adler de considerar la sexualidad como un factor en la voluntad de poder fue criticado por Freud porque esta visión del mundo tenía muy poco en cuenta el factor "amor".
"La imagen de la vida que surge del sistema de Adler se basa enteramente en el instinto agresivo. Uno podría sorprenderse de que una visión del mundo tan desolada haya recibido alguna atención; pero no hay que olvidar que la humanidad, uncida por el yugo de sus necesidades sexuales, está dispuesta a aceptar cualquier cosa con tal de que se le dé la "superación de la sexualidad".
En la recepción de Nietzsche en el nacionalsocialismo, las declaraciones individuales de Nietzsche fueron arbitrariamente mal utilizadas para sustentar la ideología nazi, a pesar de sus declaraciones generales con sentido contrario. Esto también incluía la tesis de la "moral judía esclava" elaborada en Más allá del bien y del mal, por la cual se ignoraba deliberadamente que el cristianismo según Nietzsche solo había fortalecido la idea del equilibrio social. Martin Staemmler afirmó de los judíos: "Con odio sombrío toman la 'moralidad esclava de una raza débil y sumisa, humilde y astuta (Nietzsche) como la raza más selecta: a través de la revalorización sistemática de todos los valores, en la lucha contra todos los instintos y naturaleza, crean que contrarrestan conscientemente la moralidad, envenenan moralmente a un pueblo. Se ha afirmado que Nietzsche quería fortalecer el estilo alemán y que él fue el autor intelectual detrás del concepto de raza. Por otro lado, hubo nacionalsocialistas que reconocieron la hostilidad de Nietzsche hacia el antisemitismo y advirtieron contra el uso de sus escritos para su propia ideología, como el pionero  Theodor Fritsch en una reseña de 1897, quien vio en Más allá del bien y del mal una "glorificación de los judíos" y una "dura condena del antisemitismo".
Martin Heidegger interpretó el concepto de voluntad de poder como una categoría metafísica básica. Esto no podría ser una cuestión de psicología, ni de una psicología sustentada en la fisiología. Walter Kaufmann lo contradice directamente: "En su comprensión, la voluntad de poder es ante todo el concepto clave de una hipótesis psicológica. Wolfgang Müller-Lauter critica la interpretación heideggeriana de Nietzsche por no haber encontrado ningún acceso a la pluralidad de voluntades de poder (JGB 19) y reducirla a un “originalmente simple” que no se encuentra en Nietzsche. “La confrontación de Heidegger con Nietzsche se limita a los aspectos productivos para su construcción de la historia de la metafísica.
Adorno vio en Nietzsche la negación de la moral ilustrada que él criticaba. Su logro especial residía en el hecho de que había puesto de relieve la conexión entre la moral y el poder. Para él, Nietzsche merece el mérito de no haber ocultado la imposibilidad de “presentar desde la razón un argumento fundamental contra el asesinato, sino de haberlo gritado en todo el mundo. Por otro lado, Adorno rechazó estrictamente la filosofía de la moralidad masculina. Para él, Nietzsche se contradecía al querer, como Kant, hacer de un principio general la base de la moral. "El principio de Kant de 'hacerlo todo según la máxima de su voluntad como quien podría al mismo tiempo tenerse a sí mismo como objeto de la legislación general' es también el secreto del superhombre. Su voluntad no es menos despótica que el imperativo categórico.
Arthur C. Danto dijo sobre la comprensión del lenguaje por parte de Nietzsche: "Nietzsche pertenece a una clase muy interesante de pensadores, que también incluiría a Cassirer y Whorf, quienes se definen por la creencia de que derivamos nuestra idea de la estructura de la realidad de la estructura de nuestro lenguaje, de modo que a diferentes estructuras de lo real subyacen estructuras gramaticales correspondientemente diferentes, y que un cambio en la gramática implica, en consecuencia, un cambio en el mundo". El lenguaje es una prisión y la mejor manera de escapar de la prisión es reconocer el carácter de la lengua.
Volker Gerhardt señala que el "pathos de la distancia" para Nietzsche es un requisito previo para la autosuperación del hombre y para la creación de valor en el sentido de Nietzsche. Es la regla ética básica para los pueblos soberanos del futuro, con la que pueden encontrarse a sí mismos. Gerhard también señaló que el perspectivismo de Nietzsche tiene un paralelo en la metafísica de Whitehead, en la que cada sujeto como organismo ocupa su propia perspectiva subjetiva, al mismo tiempo que una parte de la naturaleza se integra en la totalidad de todas las perspectivas.
Para Friedrich Kaulbach, una reivindicación diferente de la verdad resulta del perspectivismo de Nietzsche. Nietzsche no preguntó por la verdad del conocimiento, sino por la "verdad del sentido". Como psicólogo filosófico, Nietzsche presentó una "filosofía en perspectiva de los filósofos", "un borrador de una perspectiva de un mundo en el que se puede reconocer una vida y su posición de ser, que requieren esta perspectiva.
John Richardson señaló que el perspectivismo de Nietzsche presupone una ontología, ya que debe haber alguien o algo, un ser, que ocupe la perspectiva. Sostuvo que del interpretacionismo de Nietzsche se infiere que todos los centros de poder en el mundo interpretan y, por lo tanto, toman perspectiva. Toda pulsión está así dirigida hacia una meta. La voluntad de poder puede entenderse como un patrón de actividad.
Giorgio Colli señaló el motivo fácilmente pasado por alto de la "máscara" que Nietzsche trató de pasada en Más allá del bien y del mal. "Toda filosofía es una filosofía de primer plano, ese es el juicio de un ermitaño: "Hay algo arbitrario en el hecho de que se detuvo aquí, miró hacia atrás, miró a su alrededor, que ya no cavó más profundo aquí y dejó la pala - también es algo sospechoso al respecto. « Toda filosofía esconde también una filosofía; toda opinión es también un escondite, toda palabra también una máscara. (JGB 289) Superficialmente, Nietzsche presentó el trasfondo histórico de la moral como instrumento de poder, los errores de los filósofos y lo noble. De hecho, estaba preocupado por la constitución psicológica del hombre noble. “La interioridad original con la que un individuo siente el mundo que le rodea y reacciona en consecuencia es lo que interesa a Nietzsche. Según la interpretación de Colli, lo noble surge de la distancia, del sufrimiento que separa. Los nobles se esconden en la soledad al no dejar que otros compartan su verdadero pensamiento. En la soledad el noble alcanza la limpieza. La soledad lo protege de perderse en la comunidad. La persona distinguida no la necesita, no tiene necesidad de presentarse en público. “Los que son nobles no sienten la necesidad de serlo, los que sienten la necesidad de serlo, no son nobles.
José Javier Esparza Torres y Anthony Esolen sostienen que la obra sirvió como justificante de los genocidios del siglo XX.

## Referencia a la edición completa de las obras de Nietzsche en alemán
En 1980 se publicó por primera vez la Edición de estudio crítico (KSA, segunda edición 1988), que contiene obras y legado filosófico desde 1869 en adelante, así como un aparato abreviado en comparación con la Edición completa. El KSA está estructurado de la siguiente manera:
- KSA 1: Die Geburt der Tragödie, Unzeitgemäße Betrachtungen I–IV, Nachgelassene Schriften 1870–1873
- KSA 2: Menschliches, Allzumenschliches I und II
- KSA 3: Morgenröte, Idyllen aus Messina, Die fröhliche Wissenschaft
- KSA 4: Also sprach Zarathustra
- KSA 5: Jenseits von Gut und Böse, Zur Genealogie der Moral
- KSA 6: Der Fall Wagner, Götzen-Dämmerung, Der Antichrist/Ecce homo, Dionysos-Dithyramben/Nietzsche contra Wagner
- KSA 7: Nachgelassene Fragmente 1869–1874
- KSA 8: Nachgelassene Fragmente 1875–1879
- KSA 9: Nachgelassene Fragmente 1880–1882
- KSA 10: Nachgelassene Fragmente 1882–1884
- KSA 11: Nachgelassene Fragmente 1884–1885
- KSA 12: Nachgelassene Fragmente 1885–1887
- KSA 13: Nachgelassene Fragmente 1887–1889
- KSA 14: Einführung in die KSA, Werk- und Siglenverzeichnis, Kommentar zu den Bänden 1–13
- KSA 15: Chronik zu Nietzsches Leben, Konkordanz, Verzeichnis sämtlicher Gedichte, Gesamtregister

La terminología es empleada en este artículo.